# New Orleans Festival
Das New Orleans Festival ist ein seit 1998 jährlich stattfindendes Jazz- und Blues-Festival in Innsbruck, Tirol, mit freiem Eintritt. Ein ähnliches Konzept wird seit 1999 in Fürth/Bayern umgesetzt. Bei ebenfalls freiem Eintritt finden jährlich an jeweils drei Tagen Konzerte mitten in der Stadt statt, bei der überwiegend Blues- und Jazz-Bands auftreten. 2019 feierte das Fürther New Orleans Festival sein 20-jähriges Bestehen.

## Geschichte

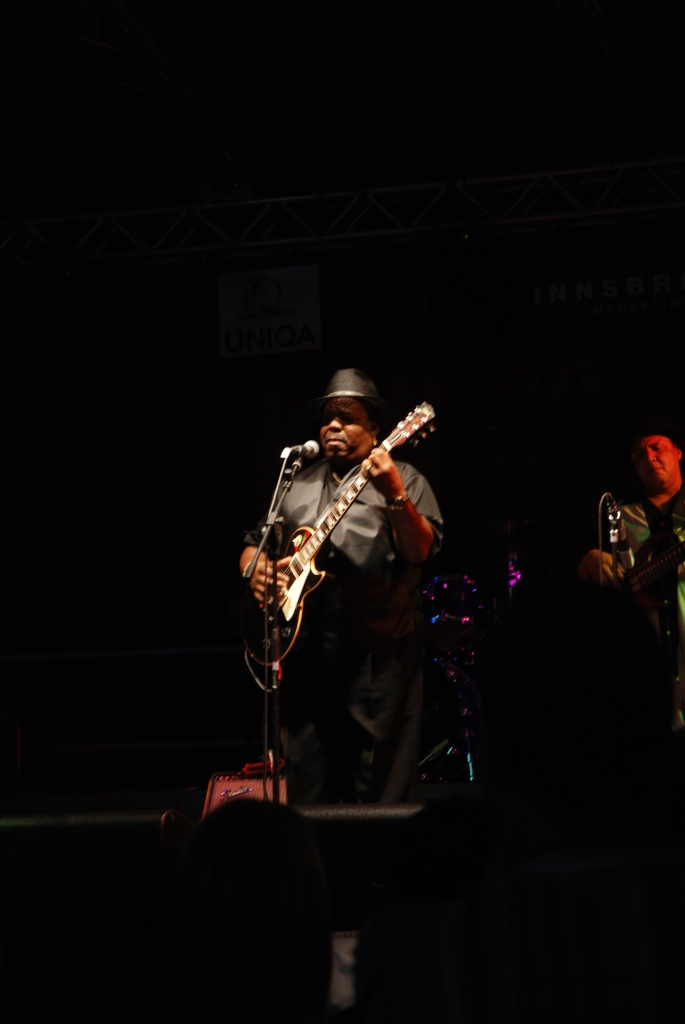
Les Getrex beim New Orleans Festival in Innsbruck 2007

Nach einem Aufenthalt in Innsbrucks Partnerstadt New Orleans konzipierte und organisierte Markus Linder im Jahr 1998 erstmals das Festival in Zusammenarbeit mit dem Stadtmarketing Innsbruck.
Das Festival findet jährlich Ende Juli statt. Als Aufführungsort dient der Innsbrucker Marktplatz. Die Dauer beträgt zwischen vier Tagen und einer Woche.

## 2007
2007 war Les Getrex und seine Band Creole Cooking Headliner des New Orleans Festivals. Er trat sowohl am Freitag, dem 27. Juli, als auch am Samstag, dem 28. Juli auf. Am Sonntag bot er musikalische Beiträge zum öffentlich veranstalteten Gospelbrunch.
Weitere Künstler waren STB Dixie Train, Talismen Blues Band, The Gang feat. Tyrolean Blues All Stars, Clari Musi, Alpendollar, Hot Rod und Jazz Orchester Tirol.

## 2016
Im Jahr 2016 fand das Festival erstmals am Innsbrucker Landhausplatz statt, weil der Marktplatz wegen Bauarbeiten gesperrt war. Headliner war Larry Garner; er trat mit seiner Band am 22. und 23. Juli auf.

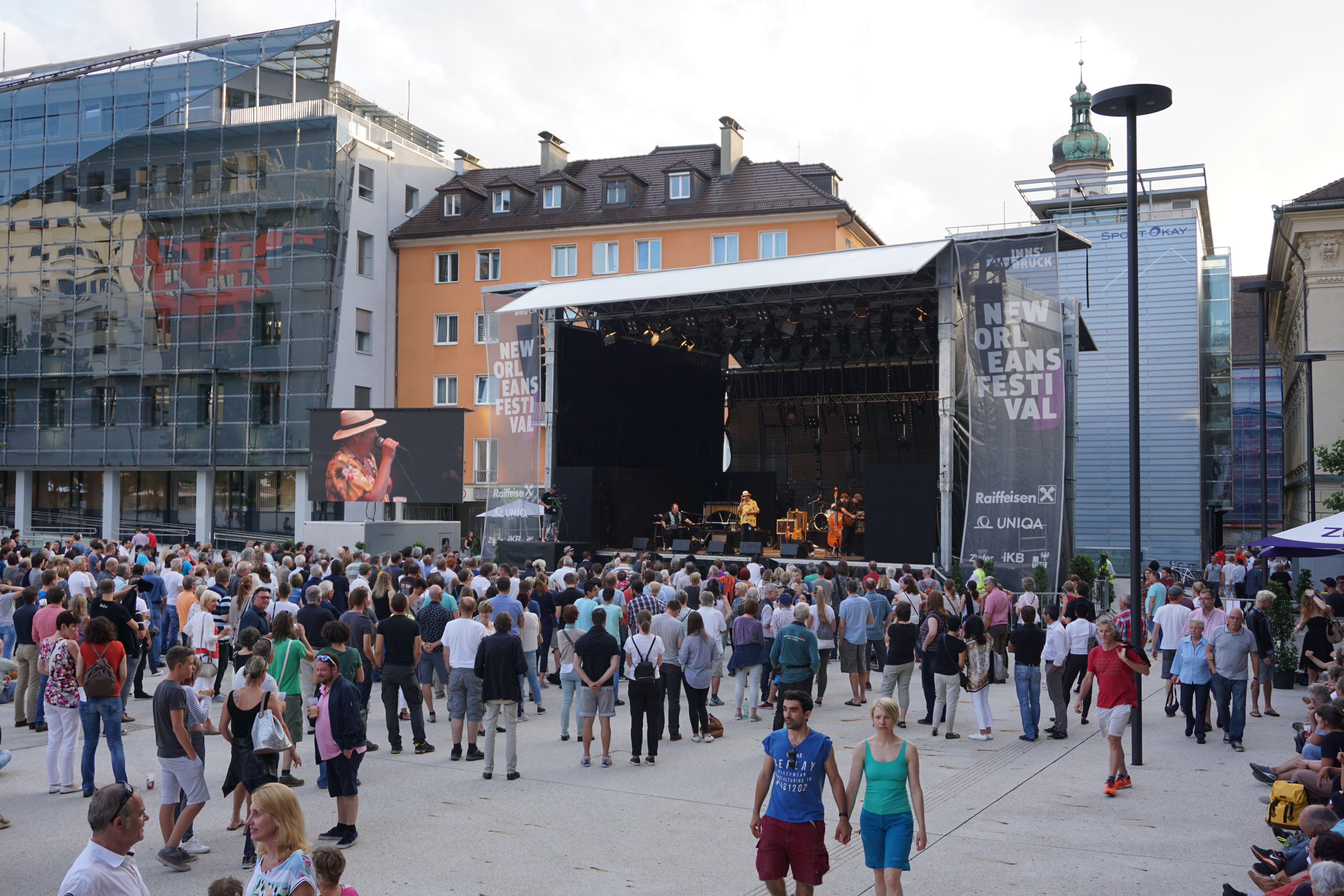
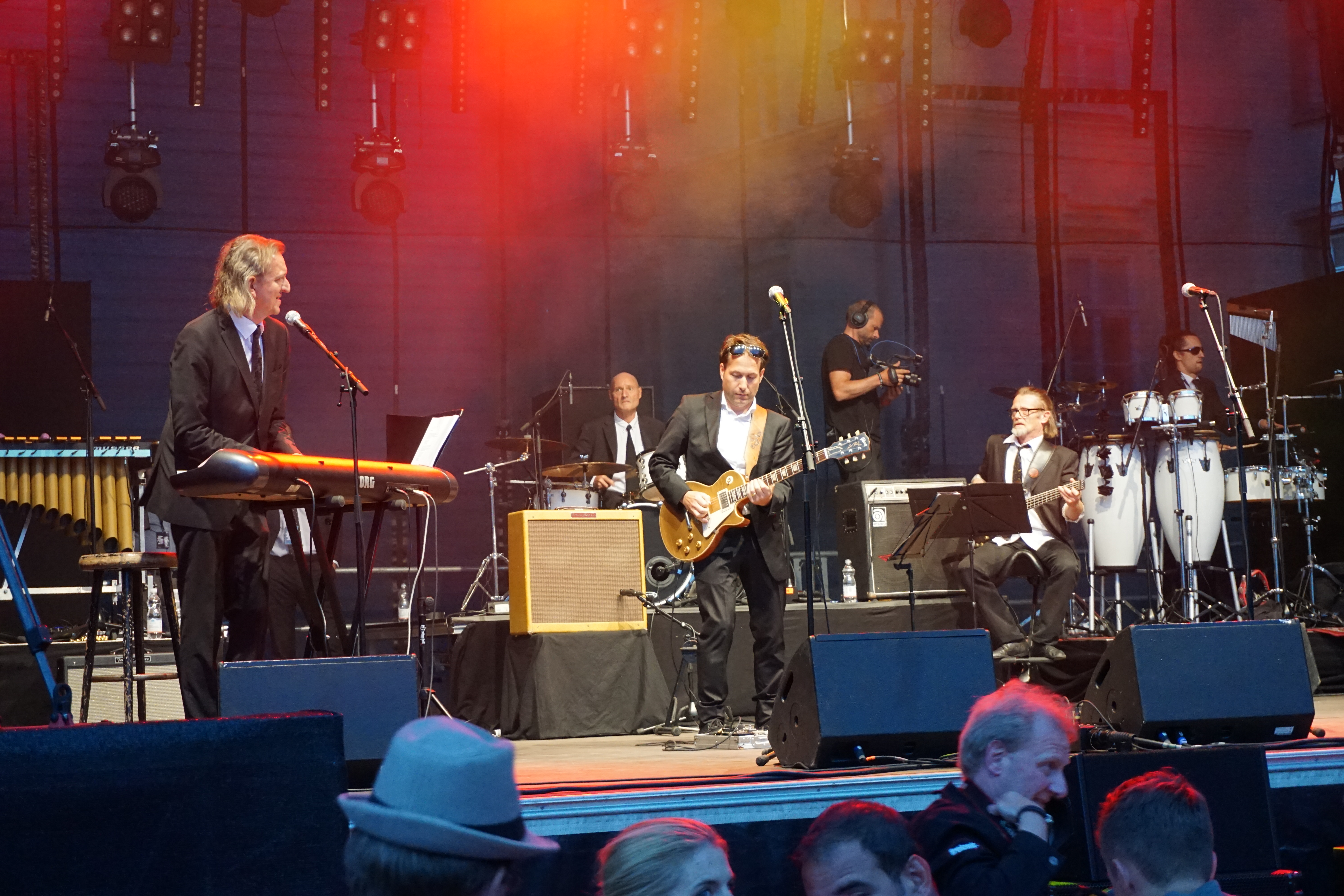
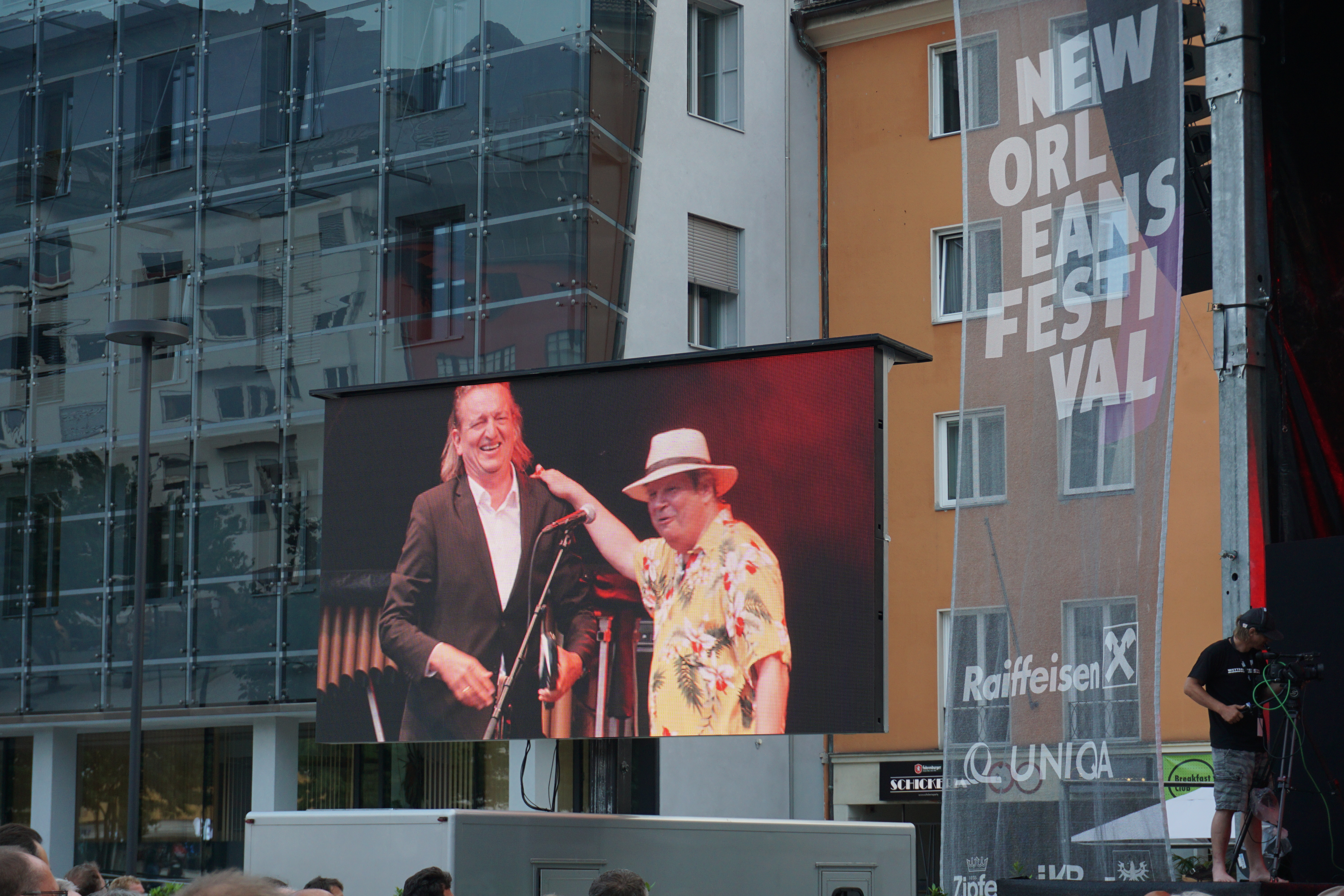